# Distretto di Ivanyči
Il distretto di Ivanyči (in ucraino Іваничівський район?) era un distretto dell'Ucraina, situato nell'oblast' di Volinia. Il suo capoluogo era Ivanyči. È stato soppresso in seguito alla riforma amministrativa del 2020.